# Convención Preparatoria
La Convención Preparatoria de Chile fue una asamblea constituyente instalada por el director supremo Bernardo O'Higgins el 23 de julio de 1822. La convención fue la autora de la Constitución Política del Estado de Chile de 1822.
Fue convocada mediante un decreto del 7 de mayo de 1822,y sus miembros fueron elegidos por las elecciones realizadas en mayo de ese mismo año, sesionando hasta el 30 de octubre. Inicialmente tuvo como presidente a Francisco Ruiz Tagle y como secretario a Camilo Henríquez.
Los diputados, uno por cada partido, eran elegidos por el cabildo de la capital entre todos los mayores de 25 años, poseedores de alguna propiedad, que residieran en el distrito.[cita requerida]}

## Presidentes
| Titular | Titular                            | Partido  | Periodo                                | Vicepresidente                     |
| ------- | ---------------------------------- | -------- | -------------------------------------- | ---------------------------------- |
|         | Francisco Ruiz-Tagle Portales      | Santiago | 23 de julio–23 de agosto de 1822       | Casimiro Albano-Pereira de la Cruz |
|         | Casimiro Albano-Pereira de la Cruz | Talca    | 23 de agosto–23 de septiembre de 1822  | Santiago Fernández Barriga         |
|         | Francisco Ruiz-Tagle Portales      | Santiago | 23 de septiembre–30 de octubre de 1822 | José Antonio Bustamante Donoso     |

## Miembros
Estaba conformada por:
| Ciudad             | Representante propietario                           | Representante suplente |
| ------------------ | --------------------------------------------------- | ---------------------- |
| Copiapó            | Manuel de Matta Vargas                              |                        |
| Coquimbo           | José Antonio Bustamante                             |                        |
| Huasco             | Francisco Valdés Huidobro                           |                        |
| Illapel            | José Miguel Yrarrázabal Alcalde                     |                        |
| Petorca            | Manuel de Silva Cabanillas                          |                        |
| La Ligua           | José Nicolas de la Cerda                            |                        |
| Aconcagua          | Francisco Caldera Fontecilla                        |                        |
| Santa Rosa         | José Antonio Rosales Mercado                        |                        |
| Quillota           | Francisco Olmos                                     |                        |
| Valparaíso         | Fr. Celedonio Gallinato Opazo                       |                        |
| Casablanca         | Santiago Montt Yrarrázaval                          |                        |
| Santiago           | Francisco Ruiz Tagle (presidente)                   |                        |
| Melipilla          | Francisco Vargas                                    |                        |
| Rancagua           | Fernando Errázuriz Aldunate                         |                        |
| San Fernando       | Francisco Valdivieso Vargas                         |                        |
| Curicó             | Pedro Castro                                        | Diego Donoso Pareja    |
| Talca              | Casimiro Albano (vicepresidente)                    |                        |
| Linares            | Pedro José Peña y Lillo                             |                        |
| Cauquenes          | Juan de Dios Urrutia                                |                        |
| Parral             | Domingo Urrutia                                     |                        |
| Itata (Quirihue)   | Juan A. González Palma                              |                        |
| San Carlos         | Juan Manuel Arriagada                               |                        |
| Chillán            | Pedro Arriagada                                     |                        |
| Concepción         | Santiago Fernández Barriga                          |                        |
| Puchacay (Florida) | Pedro Trujillo Zañartu Fernando Figueroa (renunció) |                        |
| Rere               | Felipe de Acuña Sepúlveda                           |                        |
| Los Ángeles        | Agustín de Aldea                                    |                        |
| Valdivia           | Fr. Camilo Henríquez (secretario)                   |                        |
| Osorno             | Juan Vidaurre Ugarte                                | José Astorga Torres    |
| Chiloé             | Juan Antonio Vera Alvarado                          |                        |